# František Hanák
František Hanák (30. března 1917, Tišnov - 3. července 1960) byl československý fotbalista, záložník.

## Fotbalová kariéra
V nejvyšší soutěži hrál za SK Židenice (1941-1942). Nastoupil ve 3 ligových utkáních, jednou skóroval. Začínal v tišnovské Podhorácké Slavii (1935-1938), po jejím zániku pokračoval v AFK Tišnov (1939-1941 a 1943-1954, přičemž po roce 1946 v klubu vykonával taktéž funkcionářskou činnost) a krátce v SK Sparta Brno (jaro 1942).

## Ligová bilance
| Ročník               | Zápasy | Góly | Klub        |
| -------------------- | ------ | ---- | ----------- |
| Národní liga 1941/42 | 3      | 1    | SK Židenice |
| CELKEM               | 3      | 1    |             |